# مصل مضاد

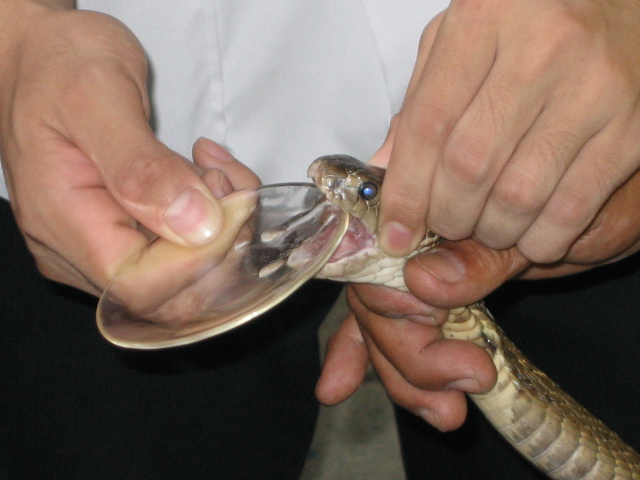

مصلٌ مضادٌّ أو مضاد مصلي أو سيرم مضاد أو أنتيسيروم (بالإنجليزية: Antiserum)‏ هو مصل دم بشري أو غير بشري يحتوي على أجسام مضادة ويستخدم لإعطاء الحصانة السلبية للعديد من الأمراض. على سبيل المثال نقل الأجسام المضادة من شخص أصيب سابقا ونجى من المرض (مصل النقاهة) يكون العلاج الفعال الوحيد المعروف لمرض فيروس إيبولا (ولكن مع القليل من معدلات النجاح).
يستخدم المضاد المصلي على نطاق واسع في مختبرات تشخيص علم الفيروسات. المضادات المصلية الأكثر شيوعا للاستخدام البشري هي مضاد ذيفان أو مضادات السموم أو تأثر بزعاف الحشرات.
تُسمى هذه المُعالَجة اسْتمْصَال (Serotherapy).

## كيفية العمل
الأجسام المضادة في المضاد المصلي ترتبط بالعامل المعدي أو المستضد. حيث يميز جهاز المناعة العوامل الغريبة المرتبطة بالمضاد المصلي بطريقة أكثر قوة وتكون هناك استجابة مناعية. استخدام المضاد المصلي يكون فعالا بشكل خاص ضد مسببات الأمراض التي لها القدرة على التهرب من نظام المناعة في حالة عدم تحفيز الجهاز المناعي. وبالتالي، فإن وجود الأجسام المضادة للعامل يعتمد على «ناجٍ محظوظ» مبدئي اكتشف جهاز المناعة الخاص به عن طريق الصدفة مضادًا للبكتيريا، أو «نوعًا مستضيفًا» يحمل العامل المُمْرِض (أي مسبِّب المرض)، ولكنه لا يعاني من آثاره. زيادة مخزون المضادات المصلية يمكن أن تنتج من مصاب ميت أو من متبرع حي يتم حقنه بمسببات المرض وعلاجه عن طريق بعض الأسهم من قبل الإيجاد مصل. سم الأفعى المخفف كثيرا ما يستخدم كمضاد مصلي لإعطاء الحصانة السلبية ضد لدغة الثعبان نفسها.

### استخدامات حديثة للمصل المضاد
استُخدمت إستراتيجية نقل الأجسام المضادة من أشخاصٍ أُصيبوا بالسارس حيث يحتوي دم هؤلاء الأشخاص على مضاد نشأ بأجسامهم وتمكّنوا من مقاومة المرض والشفاء منه. وفي جانحة فيروس كورونا 2019-20 (كوفيد-19) يَعقِدُ بعض العلماء أملًا على التبرع بالدم من الأشخاص الذين كانوا مصابين سابقًا وتعافوا من كوفيد-19. آلية عمل هذه الطريقة هي نقل الأضداد التي ينتجها الجهاز المناعي للأشخاص المتعافين من الفيروس بشكل طبيعي إلى الأشخاص الذين يحتاجون هذه الأضداد، وهو من أشكال التمنيع غير المعتمد على اللقاحات.

## وصلات خارجية
- Antisera في المكتبة الوطنية الأمريكية للطب نظام فهرسة المواضيع الطبية (MeSH).